# Бертоне, Леонардо
Леонардо Бертоне (нем. Leonardo Bertone; родился 14 марта, 1994 года, Волен-Берн, Швейцария) — швейцарский футболист, полузащитник клуба «Тун».

## Клубная карьера
Бертоне — воспитанник клуба «Янг Бойз», за который играл с 2004 года. 23 мая 2012 года в матче против «Базеля» дебютировал в чемпионате Швейцарии. А 8 февраля 2014 года в матче против «Базеля» забил первый гол за «Янг Бойз». В своих первых трёх сезонах за «Янг Бойз» играл не регулярно, в основном выходя на замены в конце тайма. Но уже в сезоне 2014/15 стал чаще выходить в стартовом составе. И уже 7 августа 2014 года в матче третьего квалификационного раунда Лиги Европы против кипрского «Эрмиса» дебютировал в еврокубках. В этом сезоне Флоран помог команде стать серебряными призёрами национального чемпионата. В двух последующих сезонах — 2015/16 и 2016/17 — в составе клуба повторил этот результат. В сезоне 2017/18 Бертоне поспособствовал победе «Янг Бойз» в чемпионате Швейцарии, что стало первым чемпионским титулом клуба за 32 года.
18 декабря 2018 года Бертоне перешёл в клуб-новичок MLS «Цинциннати». Стал автором первого гола в истории франшизы, поразив ворота «Сиэтл Саундерс» в матче первого тура сезона 2 марта 2019 года.
После одного сезона в США Бертоне вернулся в Швейцарию — 13 января 2020 года перешёл в клуб «Тун», подписав контракт на 2,5 года.
16 сентября 2020 года Бертоне перешёл в клуб чемпионата Бельгии «Васланд-Беверен», подписав трёхлетний контракт.

## Международная карьера
В составе сборной Швейцарии до 19 лет участвовал в отборе на Чемпионат Европы среди юношей 2013. В составе сборной Швейцарии до 21 года участвовал в отборах на молодёжные чемпионаты Европы 2015 и 2017 годов.

## Достижения
«Янг Бойз»
- Чемпионат Швейцарии, чемпион — 2017/18
- Чемпионат Швейцарии, второе место — 2014/15, 2015/16, 2016/17